# David Vignoni
David Vignoni (Cesena, Italië, 1980) is een grafisch kunstenaar die gespecialiseerd is in het ontwerp van computerpictogrammen.
Vignoni is de maker van de Nuvola-icoonset, die zijn gebruikt in tal van projecten, waaronder aculo en Prototype JavaScript framework. Hij heeft pictogrammen ontworpen voor verschillende websites. Hij ontwierp ook de pictogramsets voor toepassingen zoals Flumotion, Samba 2000, Strata en Kontact. David Vignoni heeft ook pictogrammen ontworpen voor het besturingssysteem Sphinx OS, en diverse KDE-projecten, zoals het KDE Edutainment Project. Hij is een van de oprichters van het Oxygen Project, dat het huidige default pictogramthema is op het desktop vlaggenschip KDE. 